# Basílides
Basilides (em grego:  Βασιλείδης) foi um dos primeiros professores religiosos gnósticos em Alexandria, Egito  que ensinou entre 117-138[a] e era um pupilo ou de Menandro ou de um suposto intérprete de São Pedro chamado Gláucias, esta última teoria rejeitada pelos estudiosos modernos. A obra "Atos da disputa com Mani, o heresiarca" (Acta Archelai), capítulo 52, afirma que ele ensinou por um tempo entre os persas Acredita-se que ele escreveu mais de duas dúzias de livros com comentários sobre os Evangelhos (todos perdidos) intitulados Exegetica, o que o torna um dos mais antigos comentaristas dos Evangelhos. Apenas fragmentos de suas obras foram preservados além daqueles nas obras de seus opositores.
Os seguidores de Basilides, os basilidianos formaram um movimento que persistiu por pelo menos dois séculos depois de sua morte - Epifânio de Salamis, no final do século IV, reconheceu uma persistente seita gnóstica no Egito. É provável porém que a escola tenha se fundido no ramo principal (main stream) do Gnosticismo já pelo final do século II .

### Padres da Igreja
Historiadores conhecem sobre Basílides e seus ensinamentos principalmente através dos escritos de seus detratores e é impossível determinar o quão confiáveis são estes relatos. A mais antiga refutação de Basílides, por Agripa Castor, se perdeu, e estamos dependentes nos relatos mais recentes de:
- Eusébio de Cesareia, História Eclesiástica, principalmente o livro IV, capítulo VII. Escrito por volta do século IV.
- Clemente de Alexandria, Stromata, livro I, capítulo XXI; Livro II, capítulos VI, VIII e XX; livro IV, capítulos XI, XII e XXV; livro V, capítulo I (além de outros). Escrito entre 208-210.
- Hipólito de Roma, Philosophumena, livro VII. Escrito por volta de 225.
- Pseudo-Tertuliano, Contra Todas as Heresias, um pequeno tratado geralmente anexado ao Prescrição contra Heréticos (este de Tertuliano) e que realmente foi escrito por outras mãos, talvez a de Vitorino de Pettau. Escrito por volta de 240 e baseado num "Compendium" que não sobreviveu de Hipólito[8].
- Epifânio de Salamis, Panarion, livro I, seção XXIV.
- Teodoreto, Compêndio de Relatos Heréticos, livro I, capítulo IV.

### Escritos de Basílides
Quase todos os escritos de Basílides pereceram, mas os nomes de três de suas obras e alguns fragmentos chegaram até nós:
- Fragmentos da Exegetica nos chegaram por Clemente (Stromata, IV 12)[9] e por Arquelau (Atos 55)[5] e provavelmente também na obra de Orígenes, Comentário sobre Romanos V]], livro I.
- Orígenes afirma ainda que "Basílides teve a audácia de escrever um Evangelho de Basílides[10]. Tanto Jerônimo[11] quanto Santo Ambrósio[12] repetiram depois Orígenes. Porém, não existe nenhum traço de um "Evangelho de Basilides" em nenhum outro lugar. É possível que Orígenes tenha se enganado sobre a natureza de Exegetica ou que este evangelho fosse conhecido por algum outro nome.[13]
- O mesmo Orígenes, numa nota em Jó, XXI, 1, fala sobre uma obra chamada "Odes" de Basílides.
- Por fim, o Cânone Muratori termina da seguinte maneira: "É, então, conveniente que seja lido, ainda que não publicamente ao povo da Igreja, nem aos Profetas ´ cujo número já está completo , nem aos Apóstolos ´ por ter terminado o seu tempo. De Arsênio, Valentim e Melcíades não recebemos absolutamente nada; estes também escreveram um novo livro de Salmos para Marcião, juntamente com Basílides da Ásia..." (no original em latim, bastante obscuro, "etiam novu psalmorum librum marcioni conscripserunt una cum Basilide assianum catafrycum constitutorem").

### Outras obras
Outros trechos são conhecidos através das obras de Clemente de Alexandria, principalmente a Stromata:
- O Octeto das Entidades Subsistentes (Fragmento A)
- A The Singularidade do Mundo (Fragmento B)
- Ser Eleito Naturalmente requer Fé e Virtude (Fragmento C)
- O Estado da Virtude (Fragmento D)
- Os Eleitos Transcendem o Mundo (Fragmento E)
- Reencarnação (Fragmento F)
- O Sofrimento Humano e a Bondade da Providência (Fragmento G)
- Pecados Perdoáveis (Fragmento H)

## Doutrina
Basílides aparece ainda associado à lenda da Clavícula de Salomão, Bareket da Tribu Ruben Satanás. Consta a lenda que este a transformou numa Gema gnóstica do estilo Abraxas antes de esta passar para as mãos da seita herética dos Cainitas do Egipto. 
Admitiu um princípio incriado, o Pai, cinco hipóteses emanadas dele e trezentos e sessenta e cinco céus, um dos quais é o nosso mundo comandado por YHVH (Yahweh, Jeová ou Javé).

### Criação
As descrições do sistema basilidiano dadas pelas fontes principais (vide Fontes) são tão fortemente divergentes que parecem ser irreconciliáveis. De acordo com Hipólito, Basílides seria aparentemente um panteísta evolucionista; de acordo com Ireneu, um dualista emanacionista.
Historiadores, como Philip Shaff, são da opinião que: "Ireneu descreveu uma forma de basilidianismo que não era a original, mas uma versão posterior, já corrompida, do sistema. Por outro lado, Clemente de Alexandria com certeza, e Hipólito, no extenso relato na sua Philosophumena, provavelmente aprenderam diretamente da obra de Basílides, a Exegetica, e portanto representam a forma da doutrina como ensinada por ele.

### Fé e Eleição (dos que serão salvos)
Basílides acreditava que a fé era apenas "um reconhecimento da alma para tudo aquilo que não se podia experimentar, por não estarem presentes". Ele também acreditava que a fé era um assunto de "natureza" (ser) e não de "escolha", assim os homens deveriam "descobrir as doutrinas não por demonstração e sim por uma apreensão intelectual". Basílides também parece ter acumulado formas de dignidade de acordo com a fé de cada um .
Por acreditar que a fé era uma questão da natureza (de "ser" ao invés de "escolher"), sem dúvida ele estressou o argumento até o ponto de separar uma parte da humanidade do resto, como imbuída por um decreto Divino a receber uma forma maior de iluminação. É neste sentido que ele deve ter dito que "a eleição [dos que serão salvos] é estranha a este mundo, por ser supramundana por natureza.

### Metempsicose
Basílides também trouxe a noção de que o pecado num estágio passado de existência poderia ter sua punição no estágio atual, com "a alma eleita sofrendo honrosamente o martírio, enquanto que as demais almas seriam purificadas pela punição apropriada". Esta doutrina de metempsicose dos basilidianos também foi acusada de ter se utilizado das palavras do Senhor sobre a recompensa das terceira e quarta gerações . Orígenes diz claramente que o próprio Basílides interpretou «Em outro tempo eu vivia sem a Lei, mas quando veio o mandamento, reviveu o pecado, e eu morri» (Romanos 7:9) da seguinte forma:
| “ | O apóstolo disse, 'Em outro tempo eu vivia sem a Lei', ou seja, antes de eu chegar neste corpo, eu vivi num outro que não estava sob a lei, o de uma fera, por exemplo, ou de um pássaro. | ” |
|   | — Basílides, segundo Orígenes. |   |

.

### Inferno
Orígenes reclamou que Basílides privou os homens de um temor salutar ao ensinar que as transmigrações (veja metempsicose) são as únicas punições após a morte.

### Martírio
Por acreditar numa visão fatalista da metempsicose, Basílides acreditava que os mártires cristãos estavam sendo punidos não por serem cristãos, mas por pecados cometidos no passado. É por este motivo que Orígenes diz que ele depreciava os mártires.

### Paixões
Os basilidianos costumavam chamar as paixões de Apêndices, alegando que elas eram nada mais do que certos espíritos que se apendavam[b] em almas racionais num turbilhão primitivo e confuso. As paixões e desejos seriam então incutidos nas almas pelos apêndices, que imitavam os comportamentos de feras e bestas. Além disso, também imitavam a beleza e os movimentos das plantas. E podiam também trazer as características das coisas inanimadas (como a dureza do diamante, por exemplo).
É impossível determinar com precisção a origem desta teoria tão singular, mas é provável que estivesse conectada com a teoria da metempsicose dentro do mesmo sistema, que parece ter encontrado suporte em Timeu, de Platão,.